# Kdepim
kdepim是一個包含各種個人信息管理工具的軟體包。

## 軟體列表
- Akregator ：訊息來源聚合器。
- KAddressBook ：通訊錄管理程式
- KAlarm ：计划任务提醒程序。
- KJots：筆記管理程式
- kleopatra：X.509 和 OpenPGP密鑰管理器。
- KMail：電子郵件客戶端 。
- kmailcvt：從其他程式匯入郵件訊息
- KNode ：Usenet新闻阅读器
- KNotes：筆記工具
- Kontact：PIM 整合程式
- KonsoleKalendar：文字介面的行事曆工具
- KOrganizer：个人事务安排助理，提供管理行事曆、日記和一個待辦事項清單。
- KPilot：Palm OS 同步前端
- ksendemail：命令列的電子郵件工具
- ktimetracker

## 函式庫列表
- kdgantt：甘特图函式库。
- kontactinterfaces
- libkdepim：kdepim 程式公共函式库。
- libkholidays：节日假日分析函式库。
- libkpgp：PGP 函式库
- libksieve：解释处理 Sieve 邮件过滤规则语言的函式库。
- mimelib: MIME 类型分析函式库

## 外部連結
- KDE PIM 計畫首頁
- kdepim  組件使用手冊 （页面存档备份，存于）
- KDE PIM API 參考手冊 （页面存档备份，存于）